# Myriam Vanlerberghe
Pour les articles homonymes, voir Vanlerberghe.
Myriam L. Vanlerberghe, née le 22 novembre 1961 à Izegem est une femme politique belge flamande, membre du Sp.a.
Elle est régente (néerlandais, anglais et morale).
Elle est Officier de l’ordre de Léopold (2007)

## Fonctions politiques
- 1995-1999 et
- 2010-2012 : membre de la Chambre des représentants
- 1999-     : sénatrice élue directe, présidente de groupe
- 2001-2009 : conseillère communale à Izegem